# Windmotor Oldelamer 1
De Windmotor Oldelamer 1 is een poldermolen van het type windmotor bij het Fries-Stellingwerfse dorp Oldelamer.
De molen heeft een windrad van 12 bladen en een diameter van 4,5 meter. Het bouwjaar van de molen is niet bekend. Hij staat aan de Oude Lemstersloot. De windmotor is niet-maalvaardig en maalt het water uit van een natuurplas. Hij is niet geopend voor publiek.